# Isaac Willaerts
Isaac Willaerts (cca. 1620 Utrecht – 24. června 1693 Utrecht) byl nizozemský malíř marin.

## Život a dílo
Isaac byl synem Mayken Adriaens van Herwijckové a Adama Willaertse, předního utrechtského malíře marin první poloviny 17. století. Malbu studoval Isaac u svého otce, stejně jako jeho bratři. V roce 1637 se stal učněm v utrechtském cechu svatého Lukáše, a v roce 1688 děkanem. Nábožensky příslušel ke kalvinismu. Po smrti své sestry Abigail a jejího manžela Cornelise van Nypoorta se stal poručníkem budoucího umělce Justuse van den Nypoorta, který později působil i v Praze, Olomouci a Kroměříži. Sám Isaac Willaerts se neoženil a zemřel bezdětný v roce 1693.
Maloval olejomalby s námořní tematikou, krajinomalby, a též spolupracoval s Willemem Ormeou na jeho zátiších. V jeho kompozičních technikách se silně zrcadlí styl jeho otce, ale Isaac stejně jako jeho bratr Abraham své obrazy maloval pomocí širších tahů štětcem. Díla Isaaca Willaertse lze nalézt v muzejních sbírkách v Utrechtu, Amsterdamu, Rotterdamu či Stockholmu.
Kromě malování se věnoval i restaurování obrazů: v roce 1667 obnovil Portrét bratrstva jeruzalémských poutníků namalovaný Janem van Scorelem.

## Galerie
- Pobřežní krajina s galérou, anglickou galérovou fregatou a veslicí v neklidných vodách (1647)
- Pobřežní krajina
- Rybí trh na skalnatém pobřeží
- Pobřežní krajina (1662)